# Liste der Baudenkmale in Ruhland
In der Liste der Baudenkmale in Ruhland sind alle Baudenkmale der brandenburgischen Stadt Ruhland und ihrer Ortsteile aufgelistet. Grundlage ist die Veröffentlichung der Landesdenkmalliste mit dem Stand vom 31. Dezember 2020. Die Bodendenkmale sind in der Liste der Bodendenkmale in Ruhland aufgeführt.

## Baudenkmale
In den Spalten befinden sich folgende Informationen:
- ID-Nr.: Die Nummer wird vom Brandenburgischen Landesamt für Denkmalpflege vergeben. Ein Link hinter der Nummer führt zum Eintrag über das Denkmal in der Denkmaldatenbank. In dieser Spalte kann sich zusätzlich das Wort Wikidata befinden, der entsprechende Link führt zu Angaben zu diesem Denkmal bei Wikidata.
- Lage: die Adresse des Denkmales und die geographischen Koordinaten. Link zu einem Kartenansichtstool, um Koordinaten zu setzen. In der Kartenansicht sind Denkmale ohne Koordinaten mit einem roten beziehungsweise orangen Marker dargestellt und können in der Karte gesetzt werden. Denkmale ohne Bild sind mit einem blauen bzw. roten Marker gekennzeichnet, Denkmale mit Bild mit einem grünen beziehungsweise orangen Marker.
- Bezeichnung: Bezeichnung in den offiziellen Listen des Brandenburgischen Landesamtes für Denkmalpflege. Ein Link hinter der Bezeichnung führt zum Wikipedia-Artikel über das Denkmal.
- Beschreibung: die Beschreibung des Denkmales
- Bild: ein Bild des Denkmales und gegebenenfalls einen Link zu weiteren Fotos des Baudenkmals im Medienarchiv Wikimedia Commons

| ID-Nr.            | Lage                                     | Bezeichnung | Beschreibung | Bild           |
| ----------------- | ---------------------------------------- | --- | --- | -------------- |
| 09120217 Wikidata | (Lage)                                   | Stadtkirche | Die Kirche hatte mehrere Vorgängerbauten, zuletzt aus dem 15. Jahrhundert. Bei einem Brand 1768 wurde auch dieser zerstört. 1772–1774 wurde die Kirche nach Plänen von Samuel Locke wieder aufgebaut und erneuert. 1991 wurde die Kirche renoviert. Im Inneren befindet sich ein Taufstein aus dem Jahre 1710. 2005/6 wurde das Fundament des Kirchturms durch Betoninjektion stabilisiert.                                    | weitere Bilder |
| 09120178 Wikidata | Markt (Lage)                             | Marktplatz mit Bebauung | Marktplatz Typisch ist die traufständige Orientierung der Gebäude mit Satteldach-Abschluss Neu ist der Marktbrunnen, historisch die Nachbildung der Postmeilensäule. | weitere Bilder |
| 09120321 Wikidata | Bahnhofstraße 1 (Lage)                   | Wohnhaus | Das Gebäude ist nach dem Stadtbrand 1768 erbaut und 1880 erweitert oder saniert worden. Es ist 2-geschossig, 5- und 2-achsig mit zum Platz und zur Bahnhofstraße traufständigem Krüppelwalmdach (liegender Dachstuhl). Der Keller im Ostteil hat ein Tonnengewölbe, im Obergeschoss gibt es einen alkovenartigen Raum. Vor 1900 Subdiakonat / Unterpfarre (auch Kapellprediger der Schlosskapelle Guteborn) und Mädchenschule. | Wohnhaus       |
| 09120277 Wikidata | Bahnhofstraße 3a / Hospitalstraße (Lage) | Wohnhaus | Fachwerk mit Lehmausfachung, 2-geschossig, Satteldach; saniert etwa 2010 | weitere Bilder |
| 09120498 Wikidata | Bahnhofstraße 17 (Lage)                  | Mietwohnhaus | massiv und verputzt, 2-geschossig. 7-achsig, Walmdach | weitere Bilder |
| 09120382 Wikidata | Bahnhofstraße 25 (Lage)                  | Wohnhaus mit Geschäftsräumen | ursprünglich Gasthaus, zeitweise Amtsgericht und Filiale der Sparkasse; Massivbau verputzt, Feldstein, Sandstein, Ziegel, Raseneisenerz-Verhüttungsschlacke; zweigeschossig, 10-achsig, Krüppelwalmdach | weitere Bilder |
| 09120368 Wikidata | Berliner Straße 16 (Lage)                | Hofgebäude | Ziegelmauerwerk verputzt, Untergeschoss massiv, Obergeschoss Fachwerk; 2-geschossig, Satteldach, einfach stehender Dachstuhl; Oberlaubengalerie | weitere Bilder |
| 09120004 Wikidata | Berliner Straße 19 (Lage)                | Wohn- und Geschäftshaus (ehemalige Buchdruckerei) | Massives Erdgeschoss, Fachwerkobergeschoss mit Lehmstakenausfachung, außen schieferverkleidet (Rückseite verputzt) | weitere Bilder |
| 09120489 Wikidata | Brauhausplatz 2 (Lage)                   | Wohnhaus | 1927 erbaut, massives Erdgeschoss und Fachwerkobergeschoss; eingeschossig, 3-achsig mit Krüppelwalmdach | weitere Bilder |
| 09120350 Wikidata | Dresdener Straße 9 (Lage)                | Schule | Grundsteinlegung am 22. März 1892, Einweihung am 9. Oktober 1893, Umbau 1896, Umbau und Erweiterung 1909. Typische Schulhausarchitektur des deutschen Kaiserreichs, gelbe und braune Klinker in Sichtziegelbauweise, 2-geschossig, 13-achsig, Satteldach. Seit 1949 Geschwister-Scholl-Schule | weitere Bilder |
| 09120164 Wikidata | Dresdener Straße 35 (Lage)               | Wohnhaus | Das Haus hat ein Fachwerkobergeschoss. Erbaut wurde es im Jahre 1672. | weitere Bilder |
| 09120334 Wikidata | Fischerstraße 2 (Lage)                   | Wohnhaus | Mauerwerk Sandstein und Ziegel, verputzt, Untergeschoss massiv, Obergeschoss Fachwerk; 2-geschossig, 6-achsig, Satteldach, liegender Dachstuhl | weitere Bilder |
| 09120302 Wikidata | Fischerstraße 8 (Lage)                   | Wohnhaus | Ziegelmauerwerk verputzt, Untergeschoss massiv, Obergeschoss Fachwerk; 2-geschossig, Satteldach | weitere Bilder |
| 09120282 Wikidata | Fischerstraße 12 (Lage)                  | Wohnhaus | Ziegelmauerwerk verputzt, Untergeschoss massiv, Obergeschoss Fachwerk; 2-geschossig, 5-achsig, Krüppelwalmdach; erbaut nach 1768 | weitere Bilder |
| 09120502 Wikidata | Goethestraße 16 (Lage)                   | Wohnhaus | Das Haus hat ein Fachwerkobergeschoss (sichtbar auf der Ostseite, West- und Südseite mit Holzverkleidung) und Krüppelwalmdach; erbaut zwischen 1751 und 1800. Etwa drei Wochen nach dem Tod des Bewohners brach Ende Dezember 2022 ein Brand aus, der den Dachstuhl zerstörte | weitere Bilder |
| 09120508 Wikidata | Güterbahnhofstraße (Lage)                | Bahnhof Ruhland | Bahnhof Ruhland (Koordinaten: Bahnhofsgebäude), bestehend aus Empfangsgebäude, Bahnsteigüberdachungen und Treppengeländer der zwei Inselbahnsteige, Lager- und Werkstattgebäude mit Stützmauer an der Straße, Stellwerke B1 und W3 sowie alte Trafostation, Güterschuppen mit Umladebahnsteig einschließlich Bahnsteigüberdachung, Dienstgebäude mit Nebengebäude und Wasserturm                                               | weitere Bilder |
| 09120323 Wikidata | Gutshof 1 (Lage)                         | Wohnhaus | Ziegelbau, massiv, verputzt; 2-geschossig, 5-achsig, Kehlbalkendachwerk, Krüppelwalmdach; im Erdgeschoss (westlicher Hausabschnitt) Kreuzgratgewölbe; erbaut zwischen 1768 und 1800 | weitere Bilder |
| 09120218 Wikidata | Gutshof 2 (Lage)                         | Gutshaus | Das Gebäude hat einen L-förmigen Grundriss, Krüppelwalmdach, massives Erdgeschoss (mit Kreuzgewölbe im Ostflügel), Fachwerk im Obergeschoss. Es wird landläufig Gutshof genannt und beherbergt das Heimatmuseum. | weitere Bilder |
| 09120251 Wikidata | Hospitalstraße 3 (Lage)                  | Wohnhaus | Ziegelbau massiv, verputzt; 2-geschossig, 3-achsig, Satteldach; erbaut zwischen 1851 und 1900 | weitere Bilder |
| 09120005 Wikidata | Hospitalstraße 8 (Lage)                  | Mietwohnhaus | Ziegelbau massiv, verputzt; 2-geschossig, 4-achsig, Satteldach; Berliner Dach | Mietwohnhaus   |
| 09120006 Wikidata | Hospitalstraße 9 (Lage)                  | Ackerbürgerhaus | Ziegelbau massiv, verputzt; 1½-geschossig, 2-achsig, Satteldach; Dach Biberschwanzziegel, Spließdeckung; erbaut zwischen 1851 und 1890 | weitere Bilder |
| 09120359 Wikidata | Kirchplatz / Bahnhofstraße (Lage)        | Germania-Denkmal | Das Germania-Denkmal in Ruhland steht zwischen Kirchplatz und Bahnhofstraße. 1875 am Brauhausplatz mit der Auflistung von 1866 und 1870/1871 gefallenen Ruhlandern erbaut, 1939 aus verkehrstechnischen Gründen umgesetzt. | weitere Bilder |
| 09120318 Wikidata | Kirchplatz 2 (Lage)                      | Pfarrhaus | Das Gebäude an der Nordwestecke des Platzes ist frühestens um 1700 aus Ziegeln erbaut. Das Gebäude ist zweigeschossig, 5-achsig mit Krüppelwalmdach (liegender Dachstuhl, traufständig zum Platz). Unter dem östlichen Teil ist ein Keller mit Tonnengewölbe. Früher Pfarrhaus (Diakonat, Oberpfarre), jetzt Gemeindebüro. | weitere Bilder |
| 09120024 Wikidata | Marienstraße 12 (Lage)                   | Wohnhaus | Fachwerk verputzt, 2-geschossig, 4-achsig, Satteldach; erbaut um 1770, saniert 2013. Eingangstür aus dem 19. Jahrhundert | weitere Bilder |
| 09120310 Wikidata | Rudolf-Breitscheid-Straße 4 (Lage)       | Amtsgericht (heute Verwaltungsgebäude), bestehend aus Gerichtsgebäude, Richterwohnhaus mit Verbindungsbau, Garten, Gartenhäuschen, Garage, Pflasterung und Einfriedung | Detail: im Vorraum zum Schöffensaal vierteiliges buntes Bleiglasfenster mit sechs illustrierten Artikeln aus der Heidelberger Handschrift des Sachsenspiegels von “R. Süßmuth, Glaskunst Penzig / Schl. 1937” | weitere Bilder |